# Cascada del Cañamar
La cascada del Cañamar es un salto de agua formado en el arroyo de Cañamar, en la sierra de Ayllón, cerca de Peñalba de la Sierra (El Cardoso de la Sierra, Guadalajara, España). Tiene unos 15 metros de altura y la caída forma una oscura poza. Se encuentra muy cerca de la desembocadura del arroyo en el río Jaramilla y del antiguo molino de Peñalba. El acceso es dificultoso y se hace desde la senda que une la localidad con Peñalba de la Sierra.

## Cartografía
- Hoja 459-1 a escala 1:25000 del instituto Geográfico Nacional.